# Aliciidae
Famille
Les Aliciidae sont une famille d'anémones de mer.

## Liste des genres
Selon World Register of Marine Species (12 juin 2015) :
- genre Alicia Johnson, 1861
- genre Cradactis McMurrich, 1893
- genre Hoplophoria Wilson, 1890
- genre Lebrunia Duchassaing de Fonbressin & Michelotti, 1860
- genre Phyllodiscus Kwietniewski, 1897
- genre Triactis Klunzinger, 1877

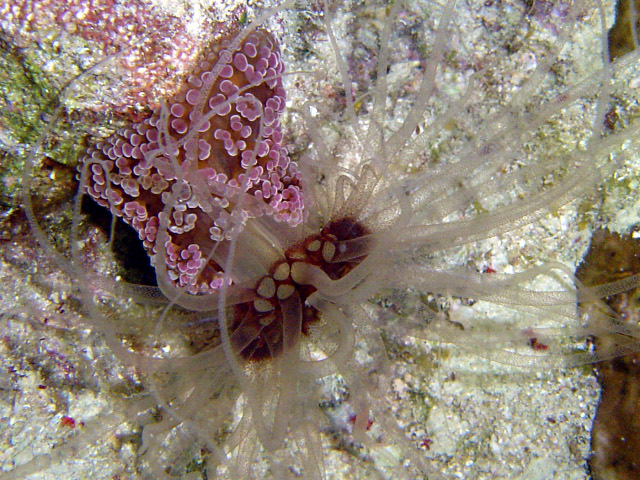
Alicia pretiosa
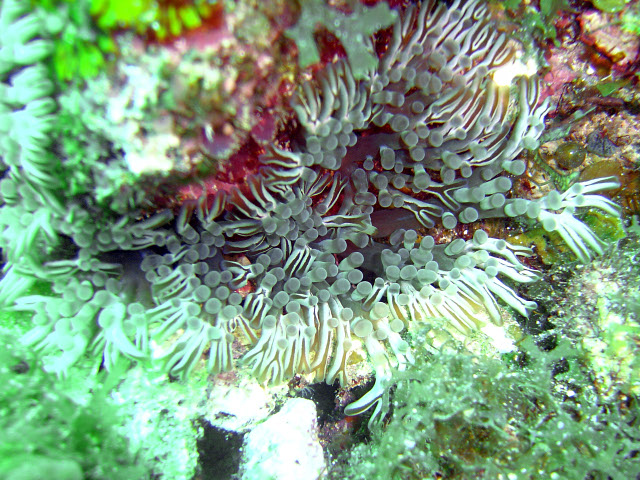
Lebrunia danae
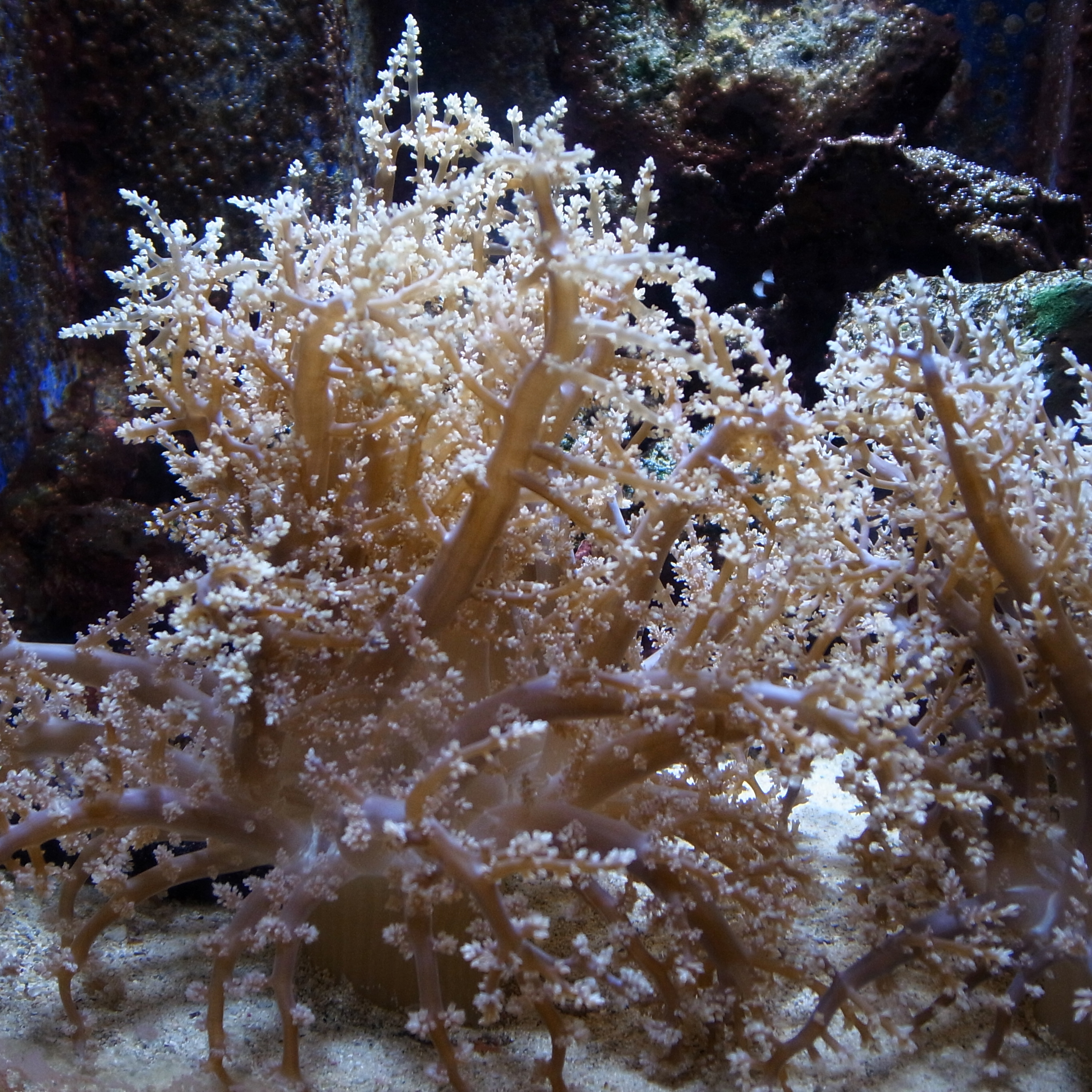
Phyllodiscus semoni
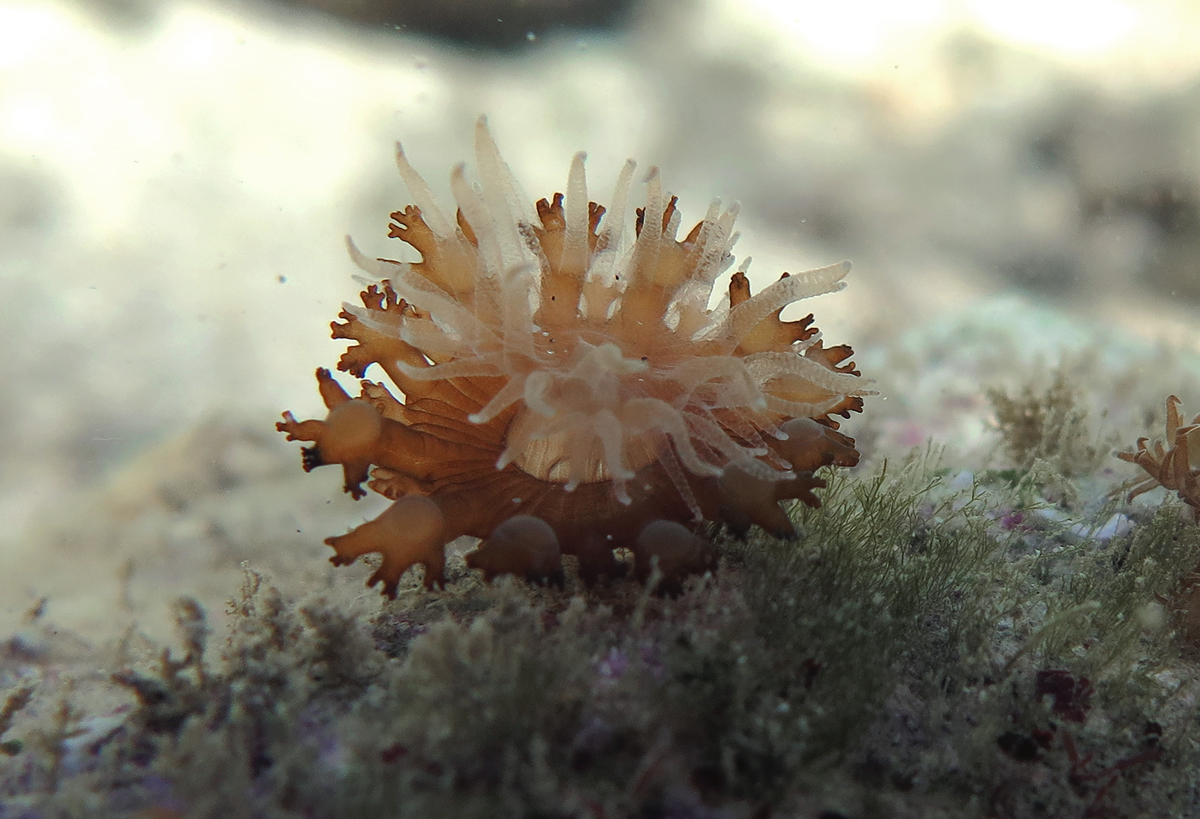
Triactis producta